# Джозеф Баена
Джозеф Баена (англ. Joseph Baena; нар. 2 жовтня 1997, США) — американський актор, бодибілдер, фітнес-модель і агент із нерухомості. Він є сином Арнольда Шварценеггера і зведеним братом дітей Шварценеггера від Марії Шрайвер, Кетрін і Патріка.

## Біографія

### Раннє життя
Джозеф Баена — біологічний син Арнольда Шварценеггера та Мілдред Патриції «Петті» Баена. Він є законним сином Роджеліо Баена, з яким його мати була одружена, коли він народився. Він є зведеним братом Джекі Розо по матері та зведеним братом Кетрін, Крістіни, Патріка і Крістофера Шварценеггера по батькові. Його зведений брат по батькові Крістофер народився на 5 днів раніше, 27 вересня 1997 року. Він має австрійське та гватемальське походження.
У 2010 році, у віці 13 років, Баена дізнався, що його біологічним батьком є Арнольд Шварценеггер, коли ЗМІ оприлюднили цей факт на наступний день після завершення терміну перебування Шварценеггера на посаді губернатора штату Каліфорнія. У 2011 році його народження набуло певного розголосу в таблоїдах, коли Шварценеггер зізнався, що зачав його в адюльтерному зв'язку з матір'ю Баени, яка була колишньою хатньою робітницею, коли він був одружений з Марією Шрайвер. Попри те, що він є сином Шварценеггера, він вирішив не використовувати те саме прізвище.

### Кар'єра

#### Фітнес-модель
Баена з'явився на обкладинці журналу «Men's Health» за березень 2022 року, висвітлюючи свої заняття фітнесом та родинні зв'язки з батьком. Коли Баена почав займатися важкою атлетикою, батько дав йому книгу «Енциклопедія сучасного бодибілдингу», співавтором якої був Шварценеггер, щоб допомогти Баена в його тренуваннях.

#### Рієлторська кар'єра
З 2022 року Баена працює агентом з нерухомості в компанії Aria Properties. У травні 2021 року він висловив зацікавленість у кар'єрі в сфері нерухомості в Instagram.

### Танці з зірками
У 2022 році Баена був учасником 31-го сезону «Танців з зірками», де він був у парі з Даніеллою Карагач. Вони вибули на 5-му місці й посіли 11-е. Намагаючись дистанціюватися від упереджень і створити власну позицію, «молодий син Арнольда каже, що він не просто розбиває “танцмайданчик”, а й “руйнує бар'єри у своїй сім'ї”». Його тип статури, гнучкість і фітнес-підготовка не дуже добре пристосовані до танців, які він особисто вважав складними.
Баена висловив думку, що фізична підготовка стала його гаслом, тому що «я не міг йти в ногу з іншими хлопцями». В інтерв'ю для подкасту він зізнався, що він був і нездоровим, і таким, над яким знущалися. У коледжі він прозрів: «Я був схожий на пухкенького хлопця в моїй... команді, і, гм, так. Це було, поки я не приєднався до плавання на другому курсі...» Коли він не зміг бігати, що зробило його непридатним для футболу та баскетболу, він вирішив приєднатися до команди плавців.

## Особисте життя
У 2019 році Баена закінчив Університет Пеппердайн у Малібу, штат Каліфорнія.
У березні 2021 року Баена почав тренуватися з бразильського джиу-джитсу в Checkmat Northridge.
Баена та продюсерська компанія Шварценеггера названі відповідачами у цивільному позові, що розглядається у зв'язку з автомобільною аварією.

## Фільмографія

### Кіно
| Рік  | Назва                                                               | Роль                           |
| ---- | ------------------------------------------------------------------- | ------------------------------ |
| 2016 | «Ремейк “Термінатор 2” із Джозефом Баеною: Поганий до мозку кісток» | Термінатор                     |
| 2022 | «Реінкарнація: збій системи»                                        | Корі                           |
| 2022 | «Школа хуліганів»                                                   | Едді                           |
| 2023 | «Поклик до обов'язку: Останній авіасалон»                           | лейтенант Ендрю «Беллз» Гарріс |
| TBA  | «Зустрічі»                                                          | Таррік                         |
| TBA  | «Лава»                                                              | Алекс                          |
| TBA  | «Стрілець»                                                          | Воллі                          |
| TBA  | «Атена рятує Різдво»                                                | TBA                            |

### Телебачення
| Рік  | Назва                            | Роль         | Примітки                     |
| ---- | -------------------------------- | ------------ | ---------------------------- |
| 2022 | «Відділ із боротьбі з аферами»   | Ніко         | мінісеріал                   |
| 2022 | «Танці з зірками»                | Джозеф Баена | 6 епізод, 31 сезон           |
| 2023 | «За межею віри: Факт чи вигадка» | Робін Гуд    | епізод «Честь серед крадіїв» |